# Жуан II
Жуа́н II (порт. João II; 3 березня 1455 — 25 жовтня 1495) — король Португалії (1481—1495). Представник Авіської династії. Син португальського короля Афонсу V і португальської інфанти Ізабели.
Проголошений королем у 1481 році, після смерті свого батька — Афонсу V. Чоловік Леонори Авіської. Продовжив колоніальну політику попередника. Брав участь у завоюванні Асіли (1471). Головною метою в цей час було знайти шлях до Індії. У 1486 році Бартоломеу Діаш досяг південної точки Африки — мису Доброї Надії. Йшла підготовка до експедиції Васко да Гама. У 1494 році при посередництві Папи римського Олександра VI (Борджіа) між Португалією та Іспанією було укладено угоду у Тордесільясі, згідно з якою поділено вже існуючі та майбутні колоніальні володіння. Прізвисько — Досконалий Державець (порт. Príncipe Perfeito).

## Дослідження
Жуан II успішно поновив політику досліджень Атлантики, відродивши діяльність свого знаменитого пра-дядька, Енріке Мореплавця. Географічні відкриття стали одним із головних пріоритетів уряду. Португальські дослідники наполегливо просувались на південь уздовж узбережжя Африки з метою виявлення нових земель та морського шляху до Індії для отримання доступу до торгівлі спеціями. За правління Жуана ІІ були реалізовані наступні досягнення:
1482 р. — заснування прибережної фортеці та торгівельної факторії Сан-Жоржи-да-Міна на території Золотого Берегу.
1484 р. — відкриття річки Конго Діогу Каном.
1488 р. — відкриття і проходження мису Доброї Надії Бартоломеу Діашом.
1493 р. — початок колонізації островів Сан-Томе і Принсіпі Альварe Камінью.
1487—1490 р.р. — організація суходільних експедицій Афонсу де Пайва та Перу да Ковіляна до Індії та Ефіопії на пошуки королівства Пресвітера Йоана.
Активно готував португальську експедицію для відкриття морського шляху до Індії, але цей план буде реалізовано вже його наступником — королем Мануелом І.
Справжній обсяг португальських досліджень дотепер є предметом академічних дискусій. Згідно з однією з теорій, деякі плавання і відкриття трималися в таємниці через острах конкуренції зі сторони сусідньої Кастилії. Архіви цього періоду були в основному знищені під час пожежі, що виникла внаслідок землетрусу в Лісабоні 1755 року, а те, що не було знищено під час землетрусу, було або викрадено, або знищено під час Піренейської війни, або втрачено в інший спосіб.

## Конфлікт з Кастилією
Коли на початку 1493 року Колумб повернувся зі свого першого плавання, він спочатку зупинився в Лісабоні, щоб заявити про свої досягнення Жуану II. У відповідь король зазначив, що згідно з Алкасоваським договором, укладеним раніше між Португалією і Кастилією, відкриття, зроблені Колумбом знаходились у сфері впливу Португалії. Ще до того, як Колумб дістався до двору Ізабелли I Кастильської і Фердинанда Арагонського, Жуан II надіслав їм лист із погрозою відправити флот, щоб вимагати нововідкриті землі для Португалії. Іспанія швидко поспішила за стіл переговорів, який відбувся в невеликому іспанському містечку на ім'я Тордесільяс. Був присутній папський представник, який виступав посередником. Результатом цієї зустрічі став знаменитий Тордесільяський договір, який встановлював порядок розділу усіх нещодавно відкритих земель у Новому Світу між Іспанією та Португалією.

## Спадщина
Жуан II помер у Алворі у віці 40 років, не маючи законнонароджених дітей. Незважаючи на його спроби домогтися того, щоб його наступником став його позашлюбний син Жоржі, герцог Коїмбри, наступним королем став двоюрідний брат Мануел I.
Прізвисько Досконалий Державець виникло після смерті — як посилання на твір Нікколо Макіавеллі «Державець». Вважається, що Жуан II прожив своє життя саме відповідно до ідеї письменника про ідеального володаря. Тим не менш, його вважали одним з найвидатніших європейських монархів свого часу. Ізабелла I Кастильська зазвичай називала його El Hombre (Людина).

## Імена
- Жуа́н II (порт. João II, ст.-порт. Joham II) — у португальських джерелах.
- Жуа́н II Аві́ський (порт. João II de Avis) — за назвою династії.
- Жуа́н II Португа́льський (порт. João II de Portugal) — за назвою країни.
- Іва́н II, Іоа́нн II (лат. Ioannes II), або Йога́нн II (сер. лат. Johannes II) — у латинських джерелах.
- Хуа́н II (ісп. Juan II) — у кастильських, іспанських джерелах.
- Жоа́н II (ст.-порт. Joham II) — у старопортугальських джерелах.

## Родина
Дружина — Леонора (1458—1525), донька візеуського герцога Фернанду
Діти:
- Афонсу (1475–1491), принц Португальський (1481—1491)

Коханка — Ана де Мендонса
Діти:
- Жорже (1481—1550), герцог Коїмбрський, магістр Ордену святого Якова, адміністратор Авіського ордену (1495—1550)